# Guerres franco-visigòtiques
Les guerres franco-visigotiques van ser una sèrie de guerres entre francs i visigots, però també van implicar els borgonyons, els ostrogots i els romans. La guerra més notable del conflicte seria la Segona Guerra franco-visigòtica que va incloure la famosa batalla de Vouillé i va resultar en l'annexió franca de la major part del sud de França.

## Antecedents
El 486, Clodoveu I va derrotar els gal·loromans de manera decisiva, impulsant al comandant, Siagri, a fugir a la cort d'Alaric II. Probablement el 487, mentre Clodoveu estava saquejant la terra i assetjant les ciutats que resistien (almenys Verdun i París), va enviar al rei dels visigots un ultimàtum: lliurament de Syagrius o risc de guerra. Per tant, en lloc d'ajudar a l'exili, Alaric, reticent a combatre els francs, va perdre Syagrius, que Clodoveu va ocupar immediatament.

## Primera guerra franco-visigòtica (492-496)

### Ofensiva franca
Cap al 491, Clodoveu va estabilitzar l'antic territori romà i tenia ganes de moure's contra Alaric. En poc temps, va posar setge a Nantes; la ciutat més septentrional sota domini visigòtic. Nantes va resistir seixanta dies. Chilo, el comandant franc, quedà impressionat i es convertí així al catolicisme. Durant aquesta fase, Alaric aparentment es va negar a donar batalla a Clodoveu, deixant-lo per assetjar Poitiers, Saintes i Bordeus. Durant aquest últim setge, va ser capturat un important noble visigòtic, el duc Suatri de Bordeus. Durant el seu retorn de Bordeus, Clodoveu podria haver capturat Tours.

### Contraofensiva visigòtica
El 496, tot i guanyar la batalla de Tolbiac contra els alamans, els francs van patir fortes baixes (i podrien haver patit turbulències internes). En veure l'oportunitat, Alaric va recuperar ràpidament Bordeus, Saintes, Poitiers i Tours, tot i que Nantes va ser aparentment presa pels Armonici.

## Guerra civil de Borgonya (500-501)

### Intervenció franca
Godegisil, el germà del rei Gundebald dels borgonyons, va seduir el seu cunyat, Clodoveu, amb la promesa d'un tribut anual i de cessions territorials per fer un complot contra Gundebad i l'any 500, els francs van entrar al regne. Gundebald va demanar ajuda al seu germà i junts van marxar contra els invasors. Els tres exèrcits es van reunir a prop de Dijon, aviat Gundebald es va trobar lluitant contra els francs i les forces del seu germà i va fugir a la ciutat d'Avinyó. Victoriós, Godegisil es va retirar a Vienne i va assumir el rei del regne, però Clodoveu no es va conformar i va marxar a assetjar Avinyó. No obstant això, després d'un llarg setge, un magistrat romà de la ciutat i un general, Aridius, van convèncer Clodoveu que la ciutat no podia ser presa. Per tant, Clodoveu va marxar del regne després de parlar amb Gundebald, que va acordar pagar un tribut anual.

### Intervenció visigòtica
El 501, descontent, Gundebald es va aliar amb Alaric II, de manera que va deixar de pagar l'homenatge anual a Clodoveu i amb l'ajut visigòtic va assetjar el seu germà a Vienne. Quan la ciutat va caure, Gundebald va executar Godegisil i molts dels seus partidaris borgonyons i, per tant, es va restablir com a rei dels borgonyons. Pel seu esforç, Gundebald va enviar els captius francs a Alaric i va regalar Avinyó a Alaric II, que es va reunir amb Clodoveu. Els dos reis es van reunir a prop del poble d'Amboise, on Alaric va acordar alliberar els captius, mentre Clodoveu tornava tot el territori visigòtic que encara tenia.

## Segona guerra franco-visigòtica (507-508)

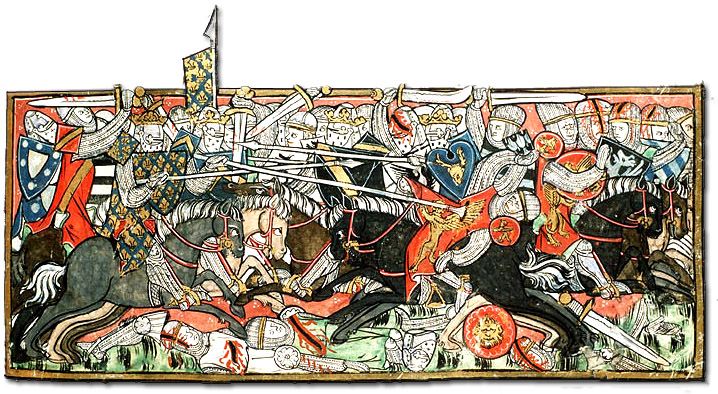
Clodoveu lluitant contra els visigots

### Camí cap a Vouillé
Després d'aliar-se amb els Armonici cap al 503 i obtenir l'aprovació dels magnats del seu regne, Clodoveu va començar l'alliberament d'Aquitània el 507. És ben clar que es pretenia ser un alliberament i no una invasió, ja que Clodoveu prohibia als seus homes saquejar la terra. Mentre marxava de Nantes a Poitiers, la marxa de Clodoveu va ser interrompuda per Alaric II, que aparentment era conscient del suport de Clodoveu entre els catòlics dels seus súbdits i va decidir derrotar els francs abans que poguessin unir forces. Aquest esdeveniment es coneix com la batalla de Vouillé, encara que se sap poc sobre aquest incident, només que el nucli de l'exèrcit visigòtic va ser destruït i que Alaric II va ser assassinat (suposadament per Clodoveu en un sol combat).

### Campanya oriental
Clodoveu va enviar el seu fill Teodoric per dirigir una campanya independent. El príncep franc va avançar de Clarmont a Rodés, arribant finalment a Albi. Mentrestant, Gundebald, ajudat pels francs, va assetjar Arle. No obstant això, després d'un llarg setge, els ostrogots van intervenir i van desviar una gran pèrdua, obligant els borgonyons a retirar-se.

### Campanya occidental
Clodoveu va poder recuperar Bordeus abans de finals del 507 i passar-hi l'hivern. L'any següent, Clodoveu va aconseguir apoderar-se de la capital enemiga de Tolosa i del tresor. La cort visigòtica s'havia traslladat a Narbona, per tant Clodoveu aspirava a prendre-la també, no obstant això, la ciutat estava protegida per terrenys muntanyosos, de manera que Clodoveu es va veure obligat a assetjar Carcassona, situada entre Tolosa i Narbona. El setge, però, va acabar en fracàs, ja que la força de socors ostrogoda va aconseguir expulsar els francs. El derrotat Clodoveu va tornar enrere i va prendre Angulema, que inicialment havia ignorat. Per tal d'anul·lar les possibilitats que els ostrogots recuperessin qualsevol ciutat, Clodoveu va instal·lar importants guarnicions a les ciutats recentment preses.